# Нестеров, Василий Исакович
Василий Исакович Нестеров — советский хозяйственный, государственный и политический деятель.

## Биография
Родился в 1928 году в селе Малая Салаирка. Член КПСС.
С 1945 года — на хозяйственной, общественной и политической работе. В 1945—1999 гг. — токарь Кулебакинской МТС в Гурьевском районе, военнослужащий Советской Армии, подсобный рабочий, помощник машиниста, машинист, бригадир экскаваторной бригады на Бачатском угольном разрезе
За большой личный вклад в увеличение добычи угля был в составе коллектива удостоен Государственной премии СССР за выдающиеся достижения в труде 1984 года.
Жил в Кемеровской области.